# Ханс Кох
Ханс Кох (на немски: Hans Koch) е германски юрист и борец от съпротивата, участвал в опита за убийство на фюрера Адолф Хитлер от 20 юли 1944 г.

## Биография
Кох е роден в Бартенщайн, Източна Прусия (днес Бартошице, Полша). Завършва право в Университета в Кьонигсберг. През 1923 г. започва работа в пруското министерство на търговията и по-късно като втори държавен комисар на Берлинската фондова борса. През 1927 г. той открива своя собствена кантора. През 1937 г. помага да се спечели оправдателна присъда за пастор Мартин Нимьолер.
По време на Втората световна война той развива контакти с Клаус фон Щауфенберг и конспираторите от 20 юли, включително Карл Фридрих Гьорделер. В заговора от 20 юли, след като нацистите бъдат премахнати, Кох е трябвало да оглави Райхсгерихт, върховният съд в германския Райх. Планът обаче не успява и Кох е заловен, заедно със семейството си. Той е убит без съд и присъда в Берлин на 24 април 1945 г.